# Gens Valèria
La Gens Valèria (en llatí Valeria) era una gens romana patrícia i més tard plebea. Va ser una de les gens més antigues de Roma i el seu floriment va durar un període extraordinàriament llarg. Els Valeri eren, suposadament, d'origen sabí i tenien com a ancestre Volesus o Volusus, que s'hauria establert a Roma amb Titus Taci (Titus Tatius). Un descendent de Volesus, de nom Publi Valeri, va ser un dels primers cònsols de la República.
El nom Valeri es repeteix sovint als Fasti durant la república i l'Imperi, durant quasi mil anys. El nom el portaven alguns emperadors, com ara Maximí Daia, Maximià, Maxenci, Dioclecià, Constanci Clor i Constantí el Gran. La seva casa pairal era a Roma, a la Vèlia, i era l'única les portes de la qual obrien directament al carrer. Tenien un lloc especial al circ, amb un petit tron, cosa única entre els romans. Els seus membres podien ser enterrats dins les muralles de Roma, privilegi que només tenien algunes de les gens.
Els seus cognomens van ser: Corv (o Corb), Corví, Faltó, Flac, Leví, Màxim, Messal·la, Potit, Publícola, Tapó, Triari i Volús. A les monedes apareixen els cognoms Acíscul, Catul, Flac i Barbat. Els seus lliberts i clients també van agafar el nom de Valeri.